# Zaprypeć
Zaprypeć (ukr. Заприп'ять) – wieś na Ukrainie w rejonie kowelskim, w obwodzie wołyńskim. W II Rzeczypospolitej miejscowość wchodziła w skład gminy wiejskiej Lelików w powiecie kobryńskim województwa poleskiego.
Do 2020 w rejonie ratnieńskim.